# Дракенсберг
Дракенсберг (на африкансу: Drakensberge, холандски: Drakensbergen, зулу:
uKhahlamba) је највиши планински масив на југу Африке. Највећи део масива лежи у Јужноафричкој Републици, али највиши врх Thabana Ntlenyana од 3.475 m. налази се у држави Лесото.
Дракенсберг масив се протеже на преко 1000 km од провинције Источни Кејп на југу, затим сукцесивно формира, у правцу од југа до севера, границу између Лесота и Источног Кејпа, и границе између Лесота и провинције Квазулу-Натал. Након тога формира границу између Квазулу-Натала и Фри Стејта, а затим границу између Квазулу-Натала и провинције Мпумаланга. Масив крувуда ка северу, кроз Мпумалангу, где поприма својства као што су кањон реке Блајд, Три Рондавелс и Божји прозор. Он наставља да се пружа ка северу до Худспруита у југоисточном Лимпопу, где је познат као Клајнов Дракенсберг међу Африканерима. Од Худспруита се пружа на запад до Цанена, такође у провинцији Лимпопо, где је познат као Волкбершке планине и планине Гвоздене круне. Са 2.200 m (7.200 ft) изнад нивоа мора, Волкберг је највиши планински ланац у Лимпопу. Он се пружа даље на запад, и у Мокопани је познат као Страјдпуртове планине.

## Етимологија
Африканско име Дракенсберге потиче од имена које су најранији холандски досељеници дали стрмини, наиме Drakensbergen, или Змајеве планине. Највиши део Велике стрмине познат је на зулу језику као uKhahlamba и као Малоти у сотоу („Баријера уперених копаља“).

## Геолошко порекло
Пре око 180 милиона година, подизање мантла испод јужне Гондване узроковало је формирање избочине на континенталној кори у подручју које ће касније постати југ Африке. Током 10–20 милиона година су се формирале процепне долине на странама централне избочине, које су постале поплављене, чиме су формирани прото Атлантски и прото Индијски океан. Степеничасти стрми зидови ових пукотина формирали су обале које су окруживале новоформирани јужноафрички потконтинент. Са ширењем Атлантског, Индијског и Јужног океана, Јужна Африка је постала тектонски мирна. Земљотреси су се ретко дешавали, и није било вулканске или орогене активности током око 50 милиона година. На то се надовезао готово непрекидан период ерозије до данас, што је резултирало губљењем слојева дебљине неколико километара са површине платоа. Дебели слој морских седимената је на тај начин био одложен на континентални појас (доње стубове првобитних зидова пукотине) који окружују потконтинент.

### Изглед
Обронак гледан одоздо подсећа на низ планина. Лимпопо, Мпумаланга и Лесото Дракенсберг имају чврсте горње површине отпорне на ерозију и стога имају веома храпав изглед, комбинујући блокове са стрмим странама и врхове (што је довело до зулу назива „Баријера уперених копаља“). Ко је први дао овим планинама њихово африканско или холандско име Дракенсберг, и зашто, није познато. Квазулу-Натал – Слободна држава Дракенсберг се састоји од мекших стена и стога имају заобљенији, мекши изглед одоздо. Генерално, врх стрмине је скоро раван и гладак, чак и у Лесоту. „Планине Лесото“ су формиране даље од стрмине Дракенсберг ерозијским јаругама које се претварају у дубоке долине које садрже притоке реке Орање. Велики број оваквих притока даје висоравни Лесото веома нераван планински изглед, како са земље тако и из ваздуха.
Виши делови Дракенсберга имају благо периглацијално окружење. Могуће је да су недавне климатске промене умањиле интензитет периглацијације.
Најт и Граб су мапирали дистрибуцију удара грома у Дракенсбургу и открили да муње значајно контролише еволуцију планинских предела, јер помажу да се обликују врхови – највиши делови – са овим ефектом минирања. Претходно се претпостављало да су угаони остаци настали променама типичним за хладно, периглацијално окружење, као што је пуцање услед мраза.

## Географија
Змајеве планине се протежу од југозапада ка североистоку у дужини од 1.125 km. паралелно са југоисточном обалом Јужне Африке и оне су део великог тектонског уздигнућа који раздваја јужноафричку висораван у унутрашњости од низина које се протежу уз обале Индијског океана. Масив се почиње уздизати на североистоку у јужноафричким покрајинама Лимпопо и Мпумаланга, затим се протеже кроз Лесото до покрајине Источни Кејп. Змајеве планине раздвајају јужноафричке покрајине Мпумаланга, Источни Кејп и државу Лесото на платоу од нижих суседа Свазиленд и покрајине Квазулу-Натал поред океана. Змајеве планине су вододелница Јужне Африке и извор бројних река. Орање i Вал извиру на северној страни планине, а Тугела и Умгени на јужној.
Највиши делови Змајевих планина налази се на југоистоку Лесота, то су базалитни назубљени врхови који леже на пешчарским стенама. То су шиљати сломљени камени блокови на источној страни планина дуж граница између Лесота и покрајине Квазулу-Натал, који се уздижу од 3.000 до 3.300 m надморске висине. Врхови јужне стране масива уздижу се од 2.400 до 3.000 m надморске висине, дуж границе Лесото - Источни Кејп. Локални Зулу назив за источну страну планина је uKhahlamba, што значи баријера од копља или назубљене стене што је тачан опис овог дела Змајевих планина. Одмах испод стена на југоистоку su пешчарске терасе са базалитним темељима и дубоким долинама које се протежу до океана, то је подручје бројних паркова природе и националних паркова.
Североисточно од тромеђе између покрајина Фри Стејт, Квазулу-Натал и Лесота, Змајеве планине постају нешто ниже, ту нема стрмих стена, већ су то планине са благим падинама. Али северно од града Белфаст у покрајини Мпумаланга, планине поново постају робусне, и уздижу се до висине од 2.300 м. Западне и северне стране масива спуштају се благо до јужноафричке висоравни, али се код Лесота масив спушта нагло преко базалитних стена, због тога су слапови и дубоки кањони река уобичајени у том делу.

## Туризам
У пећинама и по стенама масива пронађени су праисторијски цртежи стари неколико хиљаса година. Унутар планинског масива постоје бројни Национални паркови, парк природе  uKhahlamba-Drakensberg  у Јужноафричкој републици је од 2000 године уврштен у UNESCO-в Списак места Светске баштине у Африци. У делу Змајевих планина који лежи у Лесоту и покрајини Квазулу-Натал зими може пасти снег, ту је 1993. изграђено и прво афричко скијалиште на висини од 2.720 м. По масиву има пуно планинара и алпиниста, али неки од његових врхова остали су до данас неосвојеби због тешког приступа. Степски травњаци и долине по масиву, нису обрађени и насељени, али у читавом том крају има бројних планинских насеља и кампова.